# Future 56
Der Massengutschiffstyp Future 56 des japanischen Schiffbauunternehmens IHI Marine United wurde in einer Serie von über 50 Einheiten gebaut.

## Einzelheiten
Die Future-56-Baureihe wurde von IHI Marine United entworfen und seit 2006 auf den beiden konzerneigenen Werften in Yokohama und Kure sowie in Lizenz von der Bulyard-Werft in Bulgarien für verschiedene Reedereien gebaut. Die Schiffe sind als Handymax- beziehungsweise Supramax-Massengutschiffe mit achtern angeordneten Aufbauten ausgelegt. Sie haben fünf Laderäume mit jeweils eigener Luke, deren Lukendeckel hydraulisch betätigt werden. Der gesamte Laderaumrauminhalt beträgt bei Schüttgütern 72.111 m³. Zum Ladungsumschlag stehen vier mittschiffs angebrachte hydraulische Schiffskräne zur Verfügung. Der Schiffstyp kann bei einem Entwurfstiefgang von 11,20 m rund 47.640 Tonnen und bei maximaler Abladung auf 12,735 m 56.678 Tonnen transportieren. Die Einheiten sind auf den Transport verschiedener Massengüter, wie zum Beispiel Getreide, Kohle, Mineralien inklusive verschiedener Gefahrgüter ausgelegt. Die Tankdecke der Laderäume ist für den Erztransport verstärkt ausgeführt. Es können darüber hinaus auch Sackgüter, Stahlprofile, -röhren und andere Massenstückgüter, jedoch keine Decksladungen transportiert werden.
Der Antrieb der Schiffe besteht aus einem Zweitakt-Dieselmotor. Der Motor ermöglicht eine Geschwindigkeit von etwa 14 Knoten. Es stehen mehrere Hilfsdiesel und ein Notdiesel-Generator zur Verfügung.